# 卡斯特罗波尔
卡斯特罗波尔，是西班牙阿斯图里亚斯的一个市镇。总面积126平方公里，总人口3,470人（2018年），人口密度28人/平方公里。